# Zvukový inženýr

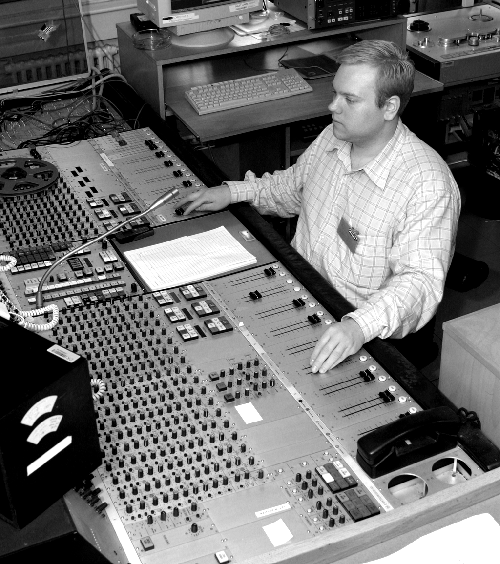
Zvukový inženýr

Zvukový inženýr (nebo také nahrávací technik) je osoba, která se zabývá nahráváním, úpravou či zprostředkováním různých zvuků (například hudby). Zvukový inženýr se v nahrávacím studiu stará o nahrávání hudby; významným představitelem v oboru jazzové hudby byl Rudy Van Gelder. Touto profesí často začínali různí hudební producenti.